# 윤성은
윤성은은 대한민국의 의사이다.

## 활동
경기도 이천시에서 태어나 2004년 의사가 된 이후 미앤뉴의원, 리뉴의원, BLS플러스 의원을 거친 후 2010년 서울 청담동에 브랜뉴 클리닉을 오픈하였다.
의사가 된 이후 처음 1년 동안은 각종 학회나 세미나, 심포지움을 참여하며 배우는데 집중하였으나, 해당 분야에서 최고가 되기 위해서 남들이 하지 않는 부분을 찾아다녔다고 한다.
라종주 박사가 개발한 더마스탬프를 국내에서 최초로 사용했다. 그 덕분에 세계 레이저 학회 및 국내외 관련 학회에 초청받아 유명세를 타게 되었고, 세계 레이저 학회 이사직을 맡았다.
2008년 아기주사 최초 개발을 시작으로, 2011년 윤곽주사를 세계 최초로 개발하였다.
2012년 온미디어 <이승연과 100인의 여자>와 ONSTYLE <Get it beauty 2012> 출연을 계기로 아기주사와 윤곽주사가 대중적인 인기를 얻게 되어 병원이 큰 인기를 끌었다고 한다.
2013년 윤곽주사를 개량한 조각주사를 최초로 개발했다. 2015년에는 연아주사를 최초 개발하고, 2019년에는 멍이 들지 않는 실인 노멍실을 최초로 개발했다고 밝혔다.
그 외에도 화장품 브랜드 개발 사업에도 참여했다고 한다.
2020년부터 유튜브 조각하는 의사 윤성은을 운영 중이다. 최고 조회수는 연예인 많이 다니는 병원의 코필러 노하우 대공개!으로 약 12만 회 조회 수를 기록했다.

## 의학적견해
- 성형, 시술을 통해 만들어진 인위적인 아름다움이 아니라 사람이 태어날 때부터 가진 개개인의 본연의 아름다움을 찾는 것을 가장 중요하게 생각한다고 한다.
- 초심을 잃지 않는 것을 중요하게 생각하는데, 외모 때문에 위축된 사람들에게 자신감을 회복시켜주고, 흉터를 없애고 새살이 돋게 해주고 싶은 소망이 있다고 한다.
- 환자가 내 가족이라고 생각하고 대할 것을 강조한다.
- 오랜 시간이 지나도 환자에게 떳떳할 수 있는 시술을 할 것을 강조한다.
- 환자에게 양질의 의료 서비스를 제공하기 위해서 의사 스스로가 끊임없이 발전해야한다고 말한다.
- 새로운 시술이 생기면 본인이 직접 맞아보면서 검증해볼정도로 시술 방법이 조금이라도 안전하지 않으면 환자에게 시도하지 않는다고 한다.
- 시술 가격과 상관없이 모든 환자를 똑같이 대해야한다고 한다.
- 환자가 받는 첫 시술을 아주 중요하게 여긴다.

## 방송
- 2012년 온미디어 <이승연과 100인의 여자> 출연
- 2012년 ONSTYLE <Get it beauty> 2012 출연
- 2015년 TV CHOSUN <정보끝판왕 황금마차> 출연
- 2015년 KBS <비타민(KBS)> 출연

## 경력
- 2008년 더마스탬프, Er:Glass 레이저 병행치료 전 세계 최초 소개
- 2009년 ‘아기주사 MGF’, ‘연어주사 PDRN’ 한국 최초 소개
- 2010년 ‘SSG 재생술’, ‘3단계 미백술’ 개발
- 2010년 '스칼렛' 개발 참여
- 2011년 ‘윤곽주사’, ‘조각주사’, ‘코조각주사’ 개발
- 2012년 '1회 뷰티 콘서트 with 필로소피' 진행
- 2013년 '2회 뷰티 콘서트 with 라베르샤' 진행
- 2013년 중국 현지 의료진 시술 방법 및 테크닉 1차 교육
- 2014년 ‘윤곽주사 2.0 (BNLS), ‘바비조각 주사’ 개발
- 2014년 일본 도쿄 현지 의사 윤곽주사 2.0 1차 교육
- 2014년 중국 현지 의료진 시술 방법 및 테크닉 2차 교육
- 2015년 ‘연아주사 BNMS’, ‘메이크업 기법과 원근법을 이용한 시술법’ 개발
- 2015년 화장품 브랜드 ‘닥터브랜뉴’ 런칭
- 2016년 연아주사 (BNMS) 최초 소개
- 2016년 일본 도쿄 현지 의사 윤곽주사, 연아주사 2차 교육
- 2017년 ‘듀얼 윤곽주사’, '윤곽주사 2.5 (BNLS neo)' 개발
- 2017년 화장품 브랜드 ‘브랜뉴코스메틱’ 런칭
- 2017년 한국일보 주최 ‘2017 미스코리아 선발대회’[11] 심사위원 위촉
- 2019년 ‘노멍실’, '윤곽주사 3.0 (BNLS Ultimate)' 개발
- 2019년 국내 최초 메이크업 아티스트와 콜라보레이션 강의 (대한미용성형레이저의학회)
- 2019년 해외 각국 현지 강의 진행 (중국, 태국, 베트남, 일본, 싱가포르)
- 2020년 ‘노노리오’ 개발
- 2020년 '윤곽주사 3.5 (BNLS Silver)' 개발
- 2021년 ‘하이브리드 필러 시술’ 개발
- 2021년 화장품 브랜드 '컨투엘' 런칭
- 2023년 해외 수출용 스킨부스터 'Glowy' 개발
- 2023년 '윤곽주사 4.0 (BOL 실루엣)' 개발

## 수상내역
- 2005년 보건복지부 장관상
- 2011년 매일경제 최우수 피부과 선정
- 2013년 스포츠서울 최우수 혁신 기업 및 브랜드 선정(의료부문)
- 2013년 뉴스메이커 ‘한국을 이끄는 혁신리더 50인’ 선정
- 2014년 대한민국 신지식인 최우수상 ‘윤곽주사 및 솔루션 개발’ 수상
- 2014년 ASIA MODEL AWARDS EXCELLENCE AWARD IN MEDICAL AESTHETICS SPECIALIST 선정